# Пушкино (Нестеровский район)
Пушкино (до 1946 — Гёриттен (нем. Göritten)) — посёлок в Нестеровском районе Калининградской области. Входит в состав Пригородного сельского поселения.

## История
До 16 века территория поселения не была заселена. Первые жители поселились только при герцоге Пруссии Альбрехте (1525–1568). После чумной катастрофы около 1710 года там обосновались выходцы из Пфальца и Вюртемберга, которым прусский король Фридрих Вильгельм I построил церковь.
В 1910 году в имении Göritten было 312 жителей, тогда как в сельской общине Göritten было зарегистрировано всего 55 человек. Оба района были объединены 30 сентября 1928 года и образовали новую сельскую общину Гёриттен. 1 апреля 1937 года поселок Йогельн (ныне несуществующий) был включен в состав Гёриттена. 
В 1947 году поселку было присвоено название Пушкино и одновременно было передано Покрышкинскому сельсовету .  До 1975 года само Пушкино становилось административным центром этого сельсовета. С 2008 по 2018 год место относилось к  волости Пригородное сельское поселение, а затем -  к городскому округу Нестеров.

## Население
| 1910 | 1933 | 1939 | 2002 | 2010 |
| ---- | ---- | ---- | ---- | ---- |
| 367  | ↘346 | ↗467 | ↗549 | ↘476 |